# Slag bij Pantina
De Slag bij Pantina vond plaats na 1167 en was een strijd om de Servische troon tussen Tihomir en zijn jongere broer Stefan Nemanja.

## Achtergrond
De Byzantijnse keizer Manuel I Komnenos was volop bezig met de herovering van de Balkan. Zijn grootste tegenstander was het koninkrijk Hongarije, die hij versloeg in de Slag bij Sirmium. Desa van Raška, een vazal van Byzantium, werd beschuldigd van verraad en werd afgezet. Manuel I gaf het land aan de zonen van de broer van Desa. Tihomir, de oudste, ging ervan uit dat hij het zeggenschap had, de jongste, Stefan Nemanja, had dat zo niet begrepen.
Na een conflict liet Tihomir, Stefan Nemanja opsluiten. Stefan Nemanja kon ontsnappen en pleegde later een staatsgreep, Tihomir vluchtte naar Constantinopel.

## Slag
Met steun van een Byzantijns leger keerde Tihomir naar Servië terug. Beide legers troffen elkaar ter hoogte van Pantina. Het Byzantijns leger werd verslagen en Tihomir verdronk tijdens zijn vlucht in de rivier de Sitnica.

## Vervolg
Stefan Nemanja werd gekroond tot grootžupan en stichtte de Nemanjićdynastie. De overwinning betekende niet dat hij onafhankelijk was. In 1172 nam keizer Manuel I hem gevangen en moest Stefan Nemanja zijn loyaliteit aantonen.